# Geometría diferencial de variedades
Una variedad es el objeto geométrico estándar en matemática; existe en diversas variantes utilizadas según el dominio particular considerado:
- variedades diferenciales: utilizadas por la teoría de los grupos de Lie, por el cálculo diferencial sobre los espacios topológicos más generales... (que se utilizan en mecánica, por ejemplo);
- variedades algebraicas: son esquemas que verifican propiedades particulares;
- variedades aritméticas: son casos particulares de variedades algebraicas, más especializadas, para las aplicaciones más orientadas a la teoría de números.

- Datos: Q5877692